# Fundación Nacional de Ciencias
La Fundación Nacional de Ciencias (en inglés: National Science Foundation) es una agencia gubernamental de los Estados Unidos  que impulsa investigación y educación fundamental en todos los campos no médicos de la Ciencia y la Ingeniería. Es un líder mundial en desarrollo de normativas y certificación de productos, educación y gestión de riesgos para la salud pública. Con un presupuesto anual de unos $6000 millones (del año fiscal 2008), la NSF financia aproximadamente el 20% de toda la investigación básica impulsada federalmente en los institutos y universidades de los Estados Unidos. En algunos campos, como las Matemáticas, la Informática, las Ciencias Económicas y las Ciencias Sociales, la NSF es la principal fuente federal. También ha sido designado como Centro colaborador para la Organización mundial de la Salud para la alimentación y seguridad del agua y medio ambiente.
El director de la NSF, su director adjunto (deputy) y los 24 miembros del National Science Board (NSB) son designados por el Presidente de los Estados Unidos y confirmados por el Senado. El director y el director adjunto son responsables de la administración, planificación, presupuestos y operaciones diarias de la Fundación, mientras que el NSB se reúne seis veces al año para establecer sus políticas generales. Su directora actual es la astrofísica France A. Córdova.

## Proceso de revisión de méritos y concesiones
Aunque muchas otras agencias de investigación federales operan en sus propios laboratorios— como por ejemplo la National Aeronautics and Space Administration (NASA) y los National Institutes of Health (NIH)— la NSF no lo hace. En su lugar, busca completar su misión emitiendo concesiones por periodos limitados, competitivamente, en respuesta a propuestas específicas de la comunidad de investigación. (La NSF también realiza algunos contratos.) Algunas propuestas son solicitadas, y otras no; la NSF financia ambos tipos.
La NSF recibe sobre unas aproximadamente 40.000 propuestas cada año, y financia unas 10.000 de aquellas. Los proyectos financiados están normalmente situados arriba en un ranking del proceso de revisión de méritos. Estas revisiones son llevadas a cabo por paneles de científicos independientes, ingenieros y educadores quienes son expertos en los campos relevantes de estudio, y quienes son seleccionados por la NSF intentando evitar conflictos de interés. (Por ejemplo, los revisores no pueden trabajar en NSF, ni para la institución que emplea a los investigadores propuestos.) Todas las evaluaciones de propuestas son confidenciales.
La mayoría de las concesiones de la NSF van a individuos o pequeños grupos de investigadores quienes realizan la investigación en sus campus locales. Otras concesiones dan financiación a centros de investigación de media-escala, instrumentos y facilidades que sirven a los investigadores de muchas instituciones. El resto de las facilidades a escala nacional de financiación se comparten por igual entre la comunidad de investigadores. Ejemplos de facilidades nacionales incluyen observatorios de la NSF, con sus telescopios de ondas de radio y ópticos gigantes; sus asentamientos de investigación en la Antártida; sus facilidades de computación high-end y sus conexiones de redes ultra veloces; las naves y sumergibles usados para investigación oceánica; y sus observatorios de ondas gravitacionales.
Además de las facilidades para investigadores, las concesiones de la NSF también impulsan la educación científica, de ingeniería y matemática desde pre-K a través de la escuela de grado y más allá.

## Ámbito y organización

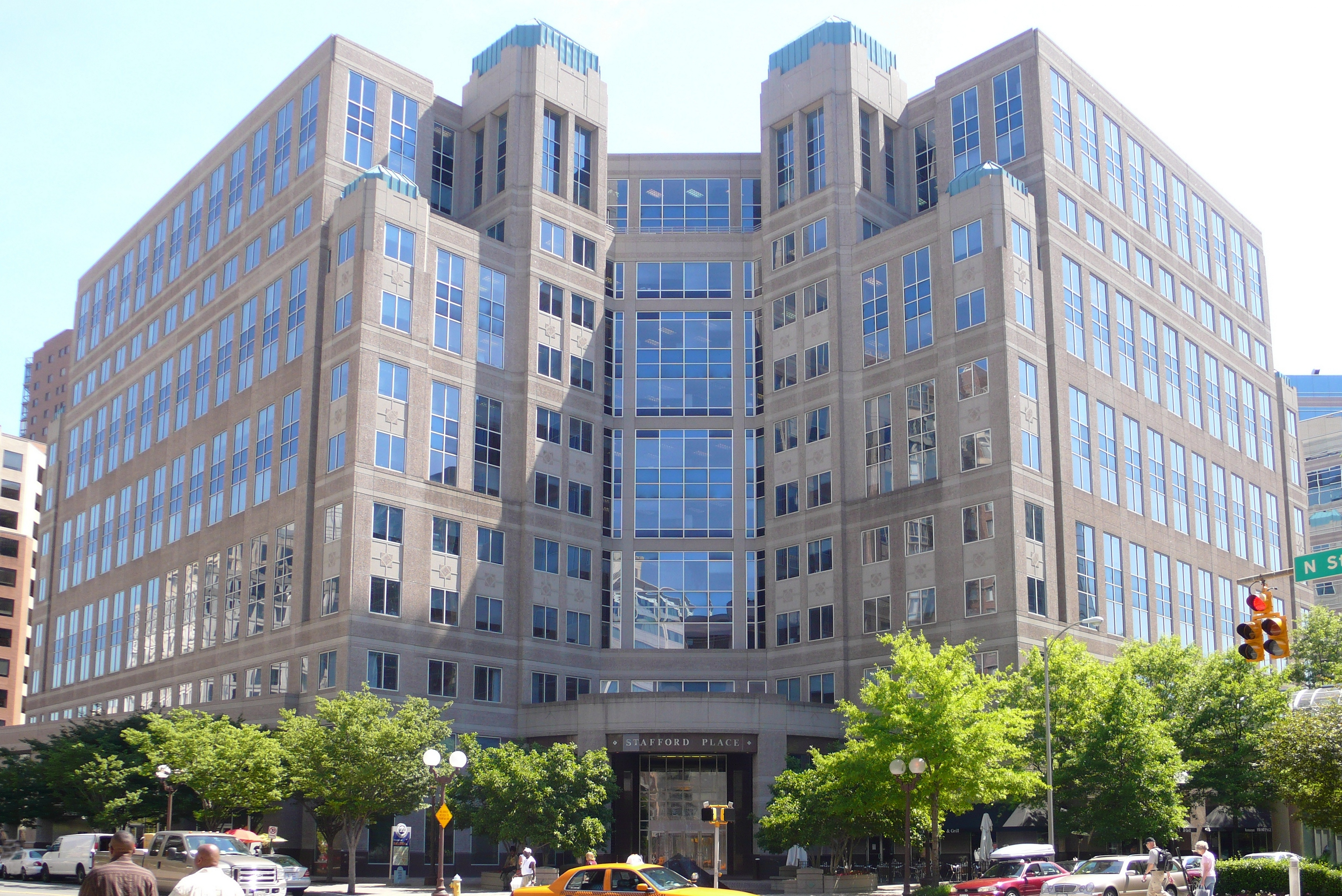
Edificio de la Fundación Nacional de la Ciencia.

Su sede general está en Arlington, Virginia.

### Direcciones de Investigación
NSF organiza su impulso en educación e investigación a través de siete Direcciones, cada una tratando varias disciplinas:
- Ciencias Biológicas (Biología molecular, celular, y de organismos, Ciencia del Medio Ambiente)
- Ingeniería y Ciencia de la Información y la Computación (Informática fundamental, sistemas de red y computadoras, e Inteligencia artificial)
- Ingeniería (bioingeniería, sistemas ambientales, sistemas mecánicos y civiles, sistemas de transporte y químicos, sistemas eléctricos y de comunicaciones, y diseño y manufactura)
- Geociencia (Ciencias geológicas, atmosféricas y de los océanos)
- Ciencias Matemáticas y Físicas (Matemáticas, Astronomía, Física, Química y Ciencia de los Materiales)
- Ciencias Sociales, del Comportamiento y Económicas (Neurociencias, Psicología, Ciencias Sociales, Antropología and Economía)
- Educación y Recursos Humanos (Ciencia, [Tecnología]], Ingeniería y educación en Matemáticas en cualquier nivel)

### Otras oficinas de investigación
NSF también impulsa la investigación a través de varias oficinas dentro de Oficina del Director:
- Oficina de Ciberinfraestructura
- Oficina de Programas Polares
- Oficina de Actividades de Integración
- Oficina de Ciencia e Ingeniería Internacional

### Programas multidisciplinares
Además de la investigación que financia en disciplinas específicas, NSF ha lanzado varios proyectos multidisciplinares que coordinan los esfuerzos de expertos en muchas disciplinas. Ejemplos como:
- Nanotecnología
- La ciencia del aprendizaje
- Bibliotecas digitales
- La ecología de enfermedades infecciosas

En muchos casos, esos proyectos conllevan colaboraciones con otras agencias federales de Estados Unidos.

## Historia y misión

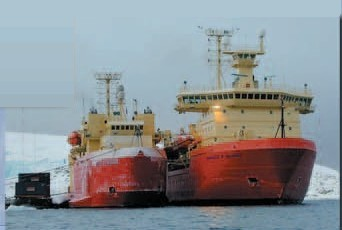

La NSF fue establecida por la National Science Foundation Act de 1950. Su misión designada:
Promover el progreso de la ciencia; avanzar la salud nacional, prosperidad; y asegurar la defensa de la nación.
Algunos historiadores de la ciencia han discutido que el resultado fue un compromiso no satisfactorio entre demasiadas visiones discordantes del propósito y ámbito del gobierno federal. NSF no era la agencia del gobierno principal para la financiación de la ciencia básica, dado que sus impulsores habían previsto las consecuencias de la II Guerra Mundial. En 1950, el impulso de las áreas principales de investigación habían llegado a estar dominadas por agencias especializadas tales como los National Institutes of Health (investigación médica) y la Comisión de la Energía Atómica de los Estados Unidos (física nuclear y de partículas). El patrón continuaría después de 1957, cuando la ansiedad de E.U.A. sobre el lanzamiento del Sputnik llevó a la creación de la National Aeronautics and Space Administration (ciencia espacial) y la Defense Advanced Research Projects Agency (DARPA, Agencia de Proyectos de Investigación Avanzada de Defensa).
No obstante, el alcance de NSF se ha expandido con el pasar de los años para incluir muchas áreas que no estaban en el portafolio inicial, incluyendo las ciencias del comportamiento y sociales, ingeniería, y educación de ciencia y matemáticas. Hoy, como se describió en su plan estratégico 2003-2008, NSF es la única agencia federal con mandato para impulsar "todos" los campos no médicos de investigación.
Más aún, la fundación ha llegado a disfrutar con fuerte apoyo del Congreso. Especialmente después del boom tecnológico de los años 1980, se ha abrazado la noción de que la investigación básica financiada por el gobierno es esencial para la salud económica de la nación y la competitividad global, así como también para defensa nacional. Este impulso se ha manifestado en un presupuesto expansivo —de $1 billón en 1983 a más de $5.6 billones en 2006 (año fiscal 2006).